# 文化
文化（英語：culture，日语：／ Bunka）是由古羅馬哲學家西塞羅首次使用拉丁文“cultura animi”定义，原意是“靈魂的培養”，由此衍生為生物在其發展过程中积累起跟自身生活相关的知识或經驗，使其适应自然或周围的環境，是一群共同生活在相同自然環境及經濟生產方式的人所形成的一種約定俗成潛意識的外在表現。
对“文化”有各式各樣的定义，其中之一的意義是「相互通過學習人類思想與行為的精華來達到完美」；广义的文化包括文字、語言、建筑、饮食、工具、技能、技术、知识、习俗、艺术等。大致上可以用一個民族的生活形式來指稱它的文化。
在考古学上“文化”则指同一历史时期的遗迹、遗物的综合体。同样的工具、用具、制造技术等是同一种文化的特征。文化和文明有时在用法上混淆不清。
現今中文裡文化一詞的意思，借自於日文和製漢語中“文化”之義，其所表達的概念、集合與涵義和華夏古籍的原義相差甚遠，應避免望文生義。
網際網路成熟的發展使原先相對疏離的個人或組織可以很容易經由社群網站，建立許多新的基於價值觀、理想、觀念、商業、友誼、血緣等等非常錯綜複雜的聯繫，由此發展出特定社群意識的網路文化，這種網路文化聯繫瞬間的爆發力，對特定議題及選舉所造成的影響已經是新興不可忽視的力量。

## 概念

### 中文詞源
- 「文」的本義指色彩交錯的圖形，或紋理、花紋。

《周易·繫辭下》：「物相雜，故曰文。」
從「五色成文」一詞中，「文」還引申出裝飾、修養的意思。
- 「化」的本義是變化、生成、造化的意思。
- 「文」「化」兩字的組合，最早見於戰國末年出現的《周易·賁卦》：[5]

彖曰：賁，……剛柔交錯，天文也；文明以止，人文也。觀乎天文，以察時變；觀乎人文，以化成天下。
其中，人文化成，則可縮寫成「文化」。
中文語境下之「文化」概念

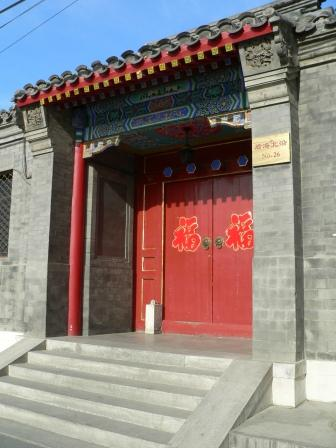
四合院被视为中国传统文化的一部分

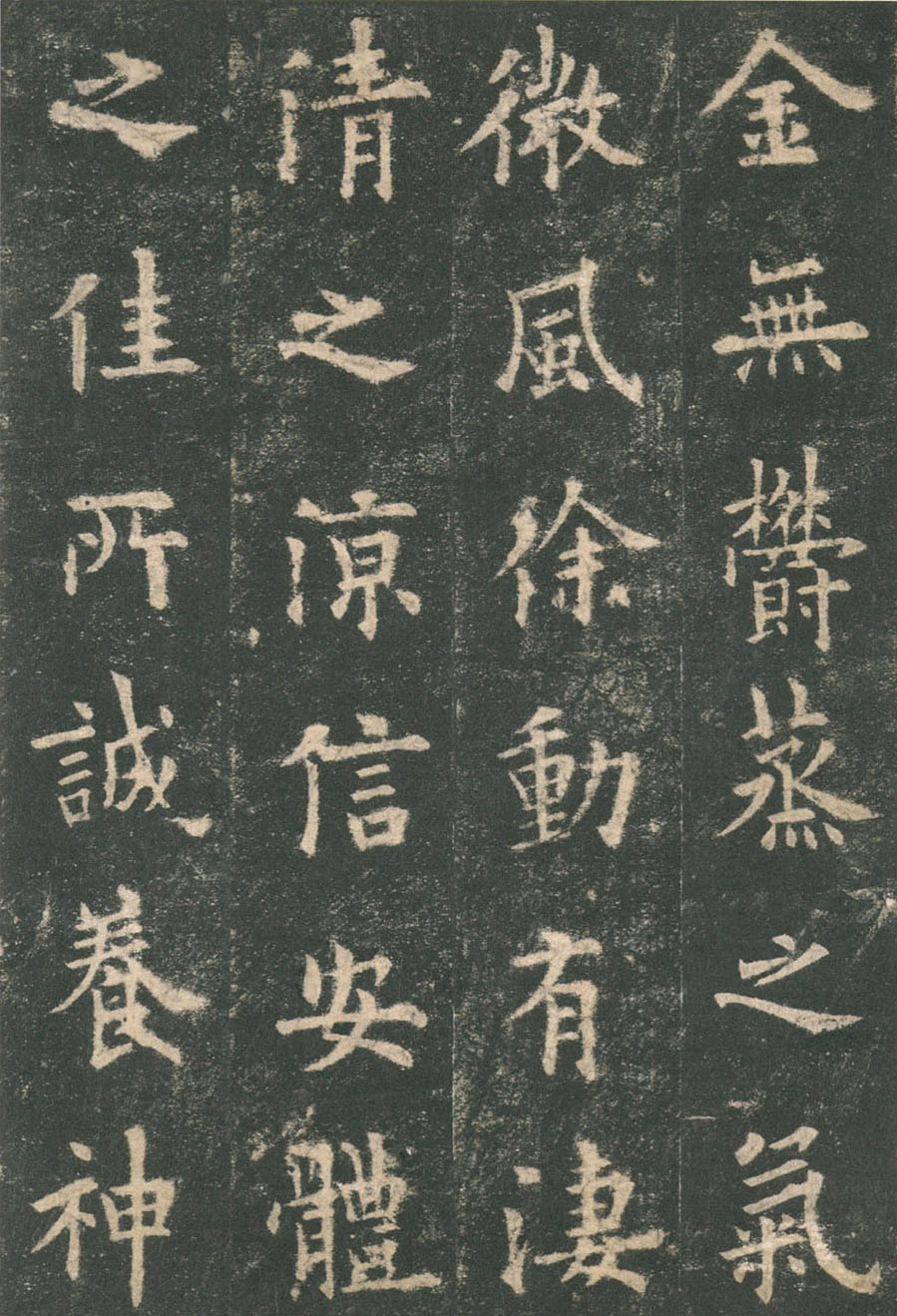
汉字也是中国文化的一部分

文化在汉语中实际是“人文教化”的简称。前提是有“人”才有文化，意即文化是讨论人类社会的专属语；“文”是基础和工具，包括语言和/或文字；“教化”是这个词的真正重心所在：作为名词的“教化”是人群精神活动和物质活动的共同规范（同时这一规范在精神活动和物质活动的对象化成果中得到体现），作为动词的“教化”是共同规范产生、传承、传播及得到认同的过程和手段。
- 汉朝劉向《說苑·指武》：「凡武之興，為不服也，文化不改，然後加誅。」
- 晋朝束晰《補亡詩·由儀》：「文化內輯，武功外悠。」
- 前蜀杜光庭《賀鶴鳴化枯樹再生表》：「修文化而服遐荒，耀武威而平九有。」
- 元朝耶律楚材《太陽十六題》詩之七：「垂衣端拱愧佳兵，文化優遊致太平。」
- 清朝愛新覺羅弘曆：《高宗純皇帝實錄》卷一千零六十五：「盛京……其讀書之士亦漸摩文化，蒸蒸日盛，堪與畿甸比隆。」
- 梁启超 关于文化的定义：「文化者，人类心所能开释出来之有价值的共业也。」

傳統中國有華夷之辨，但無culture的概念，亦沒有區別中國文化、外國文化的概念，將其翻譯作文化兩字是日本人之舉。

### 外文詞源
拉丁語系中這一詞源於由古羅馬哲學家西塞羅在《图斯库卢姆辩论》中首次使用，當時他所指的是靈魂的耕耘或“cultura animi”，即使用農業來暗喻哲學上所謂靈魂的發展即是人類發展的最高境界。塞繆爾·普芬道夫將這個比喻轉化為現代所用的“文化”一詞，但他已不認為哲學是人類的自然完美了。與此相對，他認為文化是在“使人類擺脫野蠻，通過巧法成為完全的人”。
因此文化的涵義不僅耕耘土地，還指照料土地、飼養動物；照料人們的生活，如穿衣、裝飾身體、關心和照料朋友及祭祀祖先的風俗；還意味著居住在城鎮或市區，以及培養正確的道德和心智等。在中世紀晚期，文化開始指道德完美與心智、藝術成就。

### 定義
文化實際上主要包括器物（物質文化）、制度（制度文化）和观念（精神文化）三个方面，具体包括語言、文字、習俗、思想、國力等，客观地说文化就是社会价值系统的总和。
三層次說
對於文化的構成有不同的說法，其中最常見的是物質文化、制度文化和精神文化「三層次說」。
“器物層次”
人類為了克服自然或適應自然，創造了物質文化，簡單說就是指工具、衣食住行所必須的東西，以及現代高科技創造出來的機器等等。人類借助創造出來的物質文化，獲取生存所必須的東西。
“制度層次”
為了與他人和諧相處，人類創造出制度文化，即道德倫理、社會規範、社會制度、風俗習慣、典章律法等。人類借助這些社群與文化行動，構成複雜的人類社會。
“觀念層次”
為了克服自己在感情、心理上的焦慮和不安，人類創造了精神文化。比如藝術、音樂、戲劇、文學、宗教信仰等。人類借助這些表達方式獲得滿足與安慰，維持自我的平衡與完整。
文化和文明
文化和文明有時候在用法上混淆不清。於是有學者提出區別，文明偏在外，凡是政治、法律、經濟、教育等生活上的表現，以及工藝與科學的成果，可以認為是文明的表現。至於文化偏在內，偏重於精神方面，包含了宗教、哲學、藝術等思想與習俗。
早在原始社会时期，人类已形成第一次分工，产生了农业民族和畜牧民族。畜牧民族要逐水草而居，居无定所，不容易产生大规模聚居，对文字没有迫切需要。农业民族的生活相较于游牧民族来说，不仅有固定的居所，还有固定的人们赖以生存的食物来源。这种生活方式，不仅容易形成大部落，还为“早期文明”的生成提供了土壤。文字符号的出现，促使形成脑力劳动和体力劳动的人类第二次分工，为“中期文明”的发展打下了良好基础。文字的定型，标志着原始社会时期的结束，封建社会的开始。
“文明”是一种需要学习得来的，社会群体交往的规则，使不同的人群差异越来越，是不断进步的、是大家遵循的一种交往的理性。“文明”有高低之分，取决于是否能建立社会秩序和国际秩序，守护公正、平等、自由和尊严。“文化”是与生俱来的习惯，使不同的民族保持不同面貌。“文化”没有好坏之别，只是族群的特征、习惯和风俗，是历史形成和积淀下来的，也是与生俱来的如影随形的。继而人们应该区分“文明”和“文化”，既拥抱文明，又守护文化，不应对自己的文化做简单的价值评判，也不要因为自己的文化去贬低他人的文化。

## "語言文化"比較
"語言文化"是指語言中的文化。不同的語言允許說話者"表演各種文化自我"。在美國，中英雙語者，他發現普通話表達在表達自己的經歷時比英語表達更強 在葡萄牙語和法語的雙語者中，法語單詞更憤怒，更有力和侵略性。法國人傾向於根據非個人結構來表達他們的觀點，而美國人則傾向於用人稱代詞來表達他們的觀點。法國人傾向於經常分享他們的觀點，而不是私下裡表達他們的觀點。此外，美國人積極看待「個人主義」的概念，而法國人則消極地看待它。

## 观点
不同学科对文化有着不同理解。
从哲学角度解释文化，认为文化从本质上讲是哲学思想表现形式。由于哲学的时代和地域性，决定了文化的不同风格。一般来说，哲学思想的变革引起社会制度变化，与之伴随的有对旧文化的镇压和新文化的兴起。
从存在主义的角度，文化是对一个人或一群人的存在方式的描述。人们存在于自然中，同时也存在于历史和时代中；时间是一个人或一群人存在于自然中的重要平台；社会、国家和民族（家族）是一个人或一群人存在于历史和时代中的另一个重要平台；文化是指人们在这种存在过程中的言说或表述方式、交往或行为方式、意识或认知方式。文化不仅用于描述一群人的外在行为，文化特别包括作为个体的人的自我的心灵意识和感知方式。一个人在回到自己内心世界时的一种自我的对话、观察的方式。
功能主义学派认为，文化包括物质和精神两个方面，不论是具体的物质现象，如手杖、工具、器皿等，还是抽象的社会现象，如风俗习惯、思想意识、社会制度等，都具有满足人类实际生活需要的作用。
在社会学和文化人类学中，“文化”也可以作为符号体系尤其是象征性符号体系来把握。美国文化人类学家C.吉尔兹曾经下过这样一个定义：所谓文化，即“人类为了传达关于生活的知识和态度，使之得到传承和发展而使用的、以象征符形式来表现的继承性的观念体系”。
T.S.艾略特在《基督教与文化》一书中，把文化界定为：共同生活在同一地域的某个民族的生活方式。文化见诸于该民族的艺术、社会制度、风俗习惯以及宗教之中。
文化的核心是其符号系统，如文字。各文字体系有相应的认知心理。
文化具有社会性、多样性、系统性和阶段性的属性。
文化还具有地域性、时代性、变异性、继承性等等的特征。
近年來動物學研究發現，某些高智商且分布地域較廣的動物，如渡鴉、虎鯨、抹香鯨、黑猩猩等，其不同區域類群的生活差異，已非單純的環境習性之別，而是跟人類相仿，具備了一定的文化形式。

## 特点
通过对不同文化的比较研究，才能了解文化的特点。
首先文化是共有的，它是一系列共有的概念、价值观和行为准则，它是使个人行为能力为集体所接受的共同标准。文化不是出自個性，而係創自群性，不是天才個人所能獨創，而是大多數人不斷努力的結果:序1。文化与社会是密切相关的，没有社会就不会有文化，但是也存在没有文化的社会。文化既然是多數人努力之結果，必須有社會，彼此共同相處:序1。在同一社会内部，文化也具有不一致性。例如，在任何社会中，男性的文化和女性的文化就有不同。此外，不同的年龄、职业、阶级等之间也存在着亚文化的差异。
文化是学习得来的，而不是通过遗传而天生具有的。生理的满足方式是由文化决定的，每种文化决定这些需求如何得到满足。从这一角度看，非人的灵长目动物也有一些文化行为的能力，但是這些文化行為和人類社會中龐大複雜的文化象徵體系相比較僅顯得有些微不足道。
文化的基础是象徵。這些其中最重要的是语言和文字，但也包含其他表現方式，如圖像（如圖騰旗幟）、肢體動作（如握手或吐舌）、行為解讀（送禮）等。文化不是處在靜止之狀態，而是在動態中求發展，縱有廻瀾也可望復興:序1。幾乎可以說整個文化體系是透過龐大無比的象徵體系深植在人類的思維之中，而人們也透過這套象徵符號體系解讀呈現在眼前的種種事物。因此如何解讀各種象徵在該文化的實質意義便成為人類學和語言學等社會學科詮釋人類心智的重要方式之一。
在1976年，由理查·道金斯在《自私的基因》一書中創造了一個新詞迷因（Meme），表明文化傳承的過程，以生物學中的演化規則來作類比文化基因。迷因包含甚廣包括宗教、謠言、新聞、知識、觀念、習慣、習俗甚至口號、諺語、用語、用字、笑話，也經由複製（模仿）、變異與選擇的過程而演化。經過複製的觀念並不會與原來觀念完全相同，因此產生變異。這些相似但是有所不同的觀念，則在散佈時互相競爭，特別是在網際網路成熟發達的時代，普羅大眾對內容的關切度影響其散播範圍、存續時間的長短，因此出現類似天擇的現象。
此外，文化作为相互关系的整体而呈现出一体化的趋势。

## 演變

19世紀的雕刻，內容是澳大利亞原住民反對1770年詹姆斯·庫克的登陸

文化發明是指對一群人有幫助，在其行為上可以表示出來，但又不是實際物品的發明。人類在一個全球性的「文化加速演變時期」，其原因是來自國際貿易，大眾媒體，更重要的是世界人口的爆炸性成長。
文化本身會受到支持改變及反對改變兩方力量的影響，這些力量和社會結構及自然事件有關，也和現有社會結構中的一些概念及實務有關，這些也可能是文化演變中的一部份。
社會衝突和技術的發展可以調整社會的動態，提出新的文化模式，可以改變社會。這些社會的演變可能伴隨著意識形態的轉移，或是其他的文化演變。例如美國的女性運動和社會中新的實務有關，也帶來性別關係的改變，造成性別結構及經濟結構的變動。例如在上一個冰河時期結束後，熱帶森林開始出現，也開始有適當人類栽種的植物，這帶來了農業的興起，這後來也帶來了許多文化發明及社會動態上的改變。
文化不是一種「存在」，其本身乃是一種「演變」；倘若不能演變而衰微而靜止，便成死的之文化，也就失去文化對人生之價值:序2。

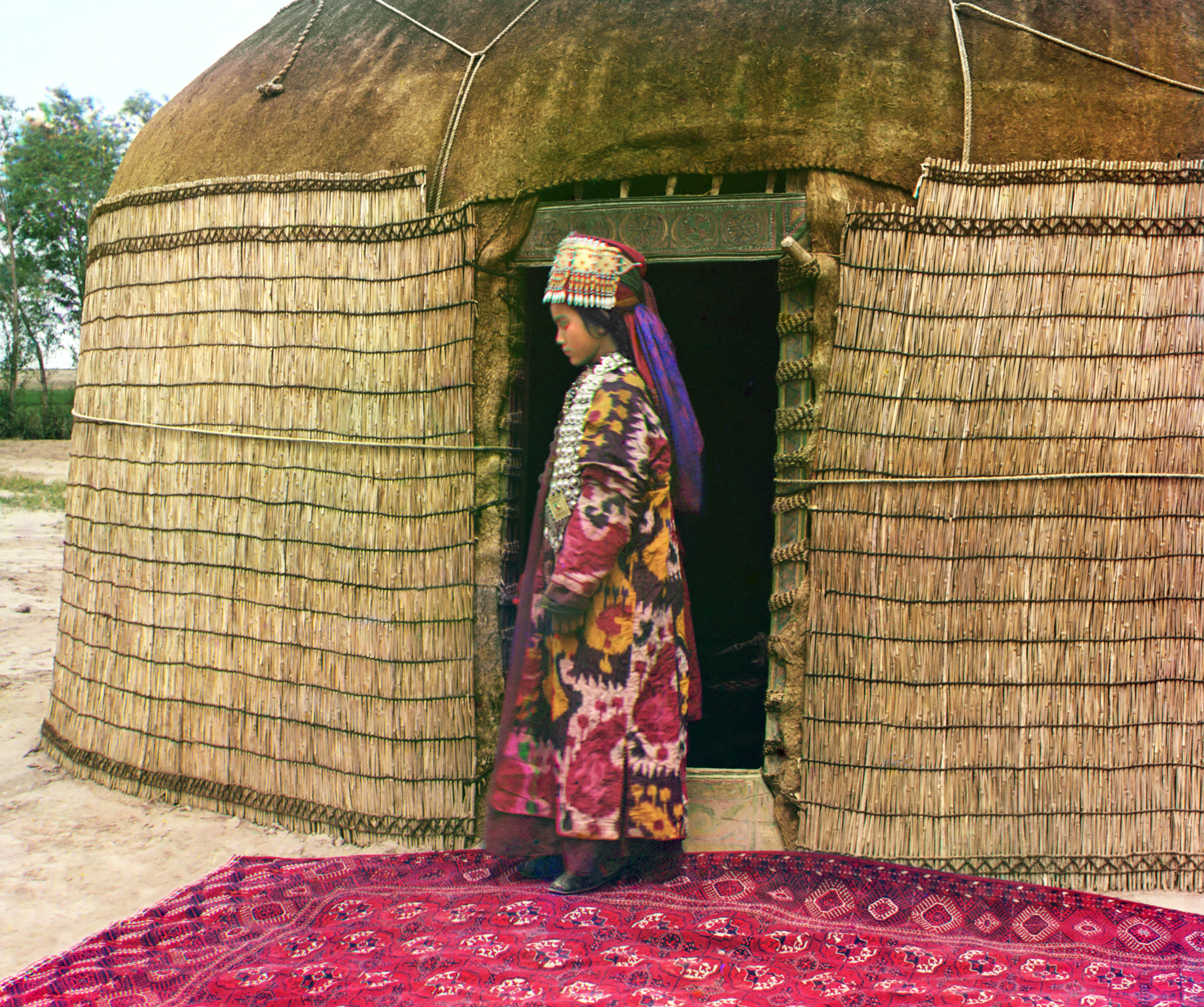
穿著傳統服裝及首飾的土庫曼族婦女站在蒙古包的入口處

文化會受到不同社會之間的接觸所影響，可能會造成社會及文化的演變，也可能反而會阻止這様的演變。戰爭或是資源上的競爭會衝擊技術發展及社會動力，另外，文化概念可能會透過擴散或是涵化的方式，由一個社會移轉到另一個社會。在擴散中，某個事物的形式由一個文化移轉到另一個文化，但其意義可能有所不同，例如漢堡是美國的速食，到中國後成為異國風情的象徵。刺激扩散（概念共享）是指一文化中的一個元素造成另一個文化的進步或是發明。另一方面，直接借鉴（Direct Borrowing）是指一個文化到另一個文化之間，技術上或是有形物質的扩散。創新擴散理論是一個以研究為基礎的模型，描述為何個人及一個文化會接受新概念、新事物及新產品，也描述接受的時機。
涵化有許多不同的意義，在文化相關的文本中，是指用一種文化取代另一種文化，像一些美洲原住民及全球各地的原住民在殖民化的過程遇到的情形一様。個人的類似情形有同化（個人適應了不同的文化）及文化互化。

## 研究

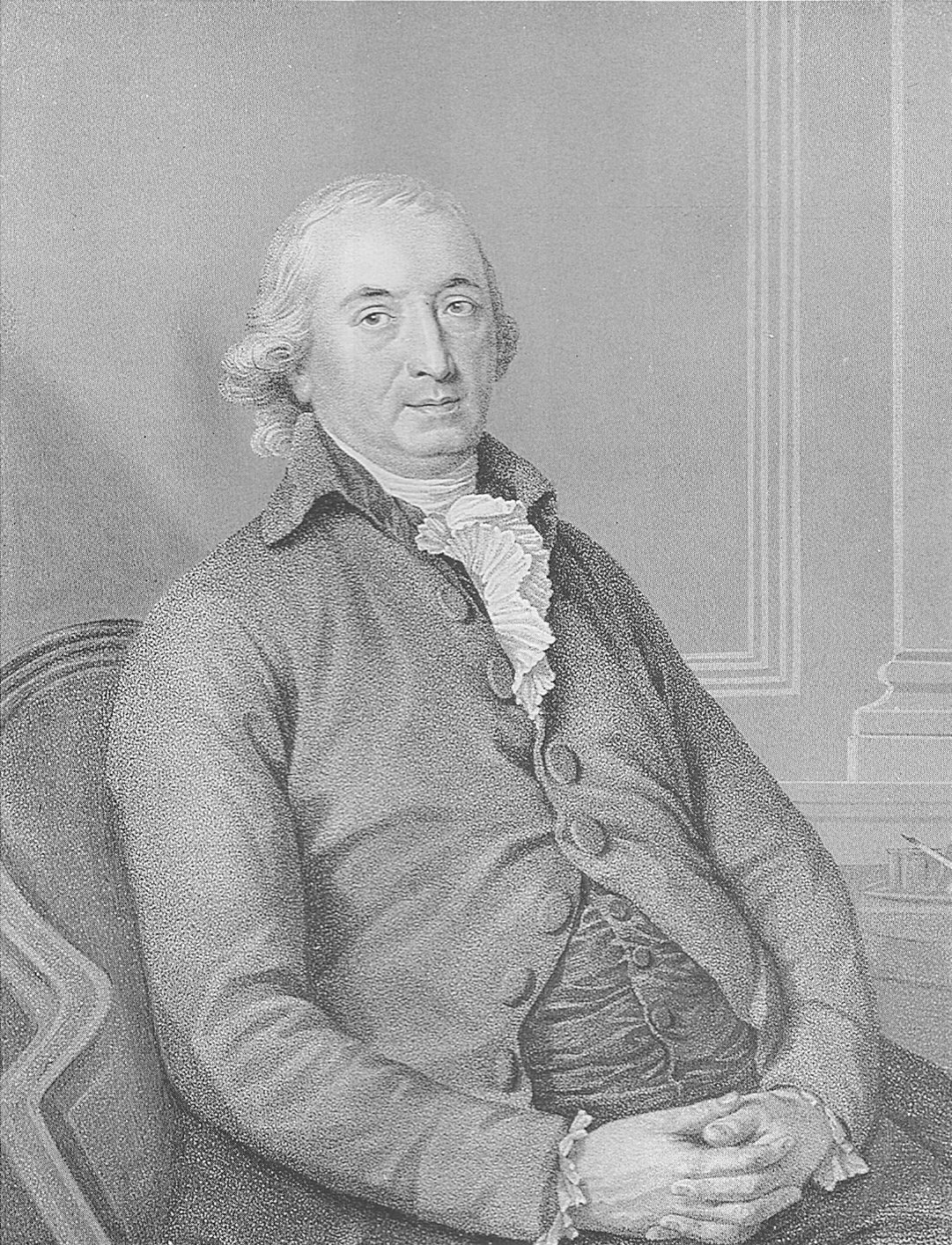
赫爾德重視自然文化

德國哲學家康德對「啟蒙」有一個類似教化的個人定義：「啟蒙是一個人離開從他引起的不成熟。」。他認為這種不成熟不是來自缺乏瞭解，而是因為沒有勇氣獨立思考。對於這種知識上的怯懦，康德提出「要勇於作智者！」像赫爾德等德國學者回應康德的呼籲，認為人類的創造力雖然帶來許多不可預測及多様化的結果，但和人類的理性一様的重要。再者，赫爾德提出一種集體的教化：「對赫爾德而言，教化是人們整體經驗的總和，給予人們共同的認同，以及有相同命運的感受。」。
1870年時的人類學家愛德華·伯內特·泰勒應用之前提出的高文化及平民文化的概念，提出宗教演化的理論，他認為宗教會由多神教慢慢演進到一神教。他也重新定義文化是人類社會所有活動特徵的總和。在《原始文化》一书中，他认为文化是一个复杂的整体，包括知识、信仰、艺术、道德、法律、风俗，以及作为社会成员的个人而获得的任何能力与习惯。這也為現代的文化理解作了準備工作。值得一提的是，泰勒是现代第一个界定文化的学者。

## 分类
文化的分类方法有很多，大致的可以概括为以下几点：
- 按生物的种类划分：鸟类、鱼类、哺乳动物等
- 按地区或地理位置划分：亚洲、欧洲、非洲等
- 按时间划分：远古、原始、文明史等
- 按形成的原因划分：自然、人为等
- 按其形式来划分：物质（陶瓷、建筑、饮食等）、非物质（技术、手艺、语言、能力等）
- 按生物的年龄划分：老年、青壮年、少年等

下面的这个分类是时间、地区、民族等方法的综合性运用。
- 史前文化
- 古代文化
  - 希腊文化
  - 古羅馬文化
  - 古巴比倫
  - 伊朗文化
  - 印度文化
  - 中華文化
- 近代文化
  - 帝国主义文化
  - 殖民地文化
  - 近代资本主义文化
- 现代文化
  - 社会主义文化
  - 资本主义文化
  - 第三世界文化
- 后现代文化
  - 已開發國家文化
  - 開發中國家文化
  - 未開發國家文化
- 未來文化
- 宗教文化
  - 佛教文化
  - 犹太教文化
  - 基督教文化
  - 伊斯兰文化
- 地区
  - 西方文化
  - 其他類型文化

## 参看
- 文化例外
- 文化研究
- 人类学
- 普世文化通則
- 跨文化心理學